# Skovby
Skovby är den östra delen av tätorten Galten i Skanderborgs kommun, Region Mittjylland, Danmark.
Det var tidigare en självständig tätort. Närmaste större samhälle är Århus, 16 km öster om Skovby. 